# Großsteingrab Offendorf

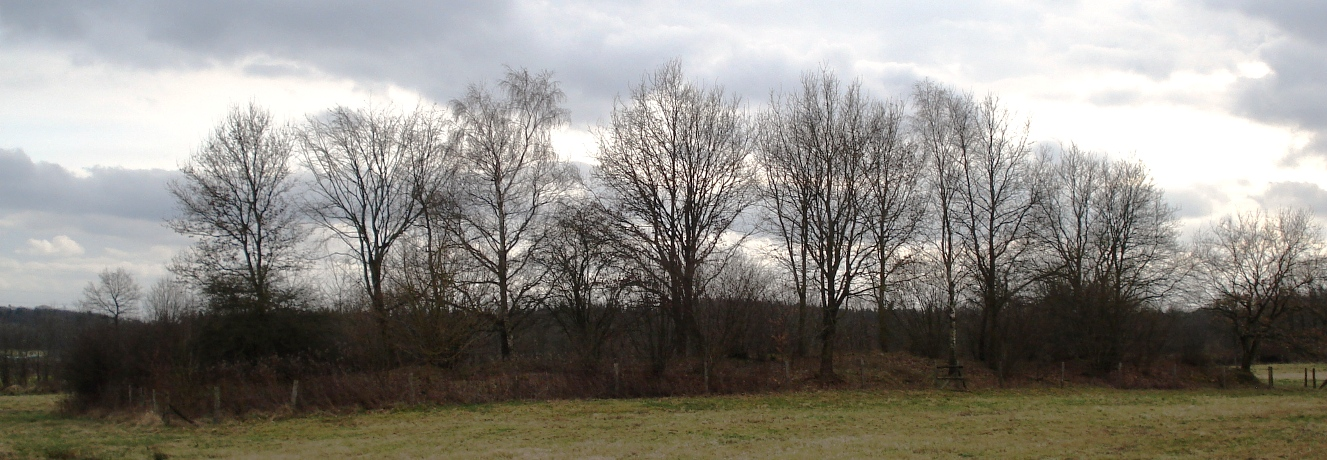
Langbett Offendorf aus Norden

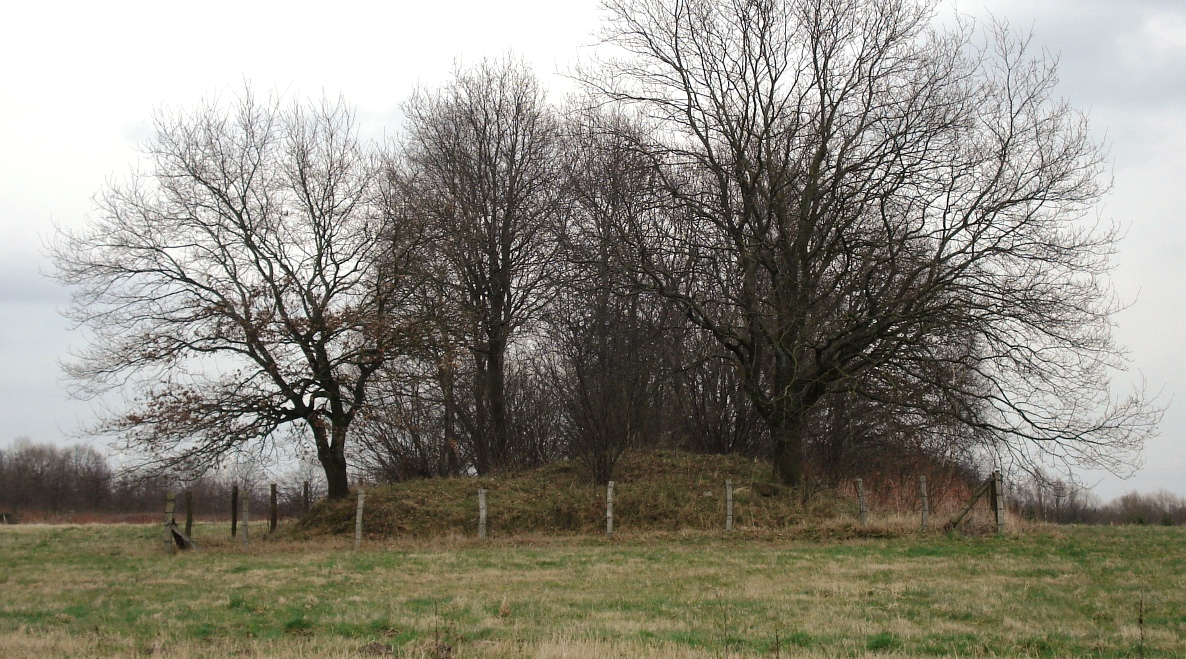
Langbett Offendorf aus Westen

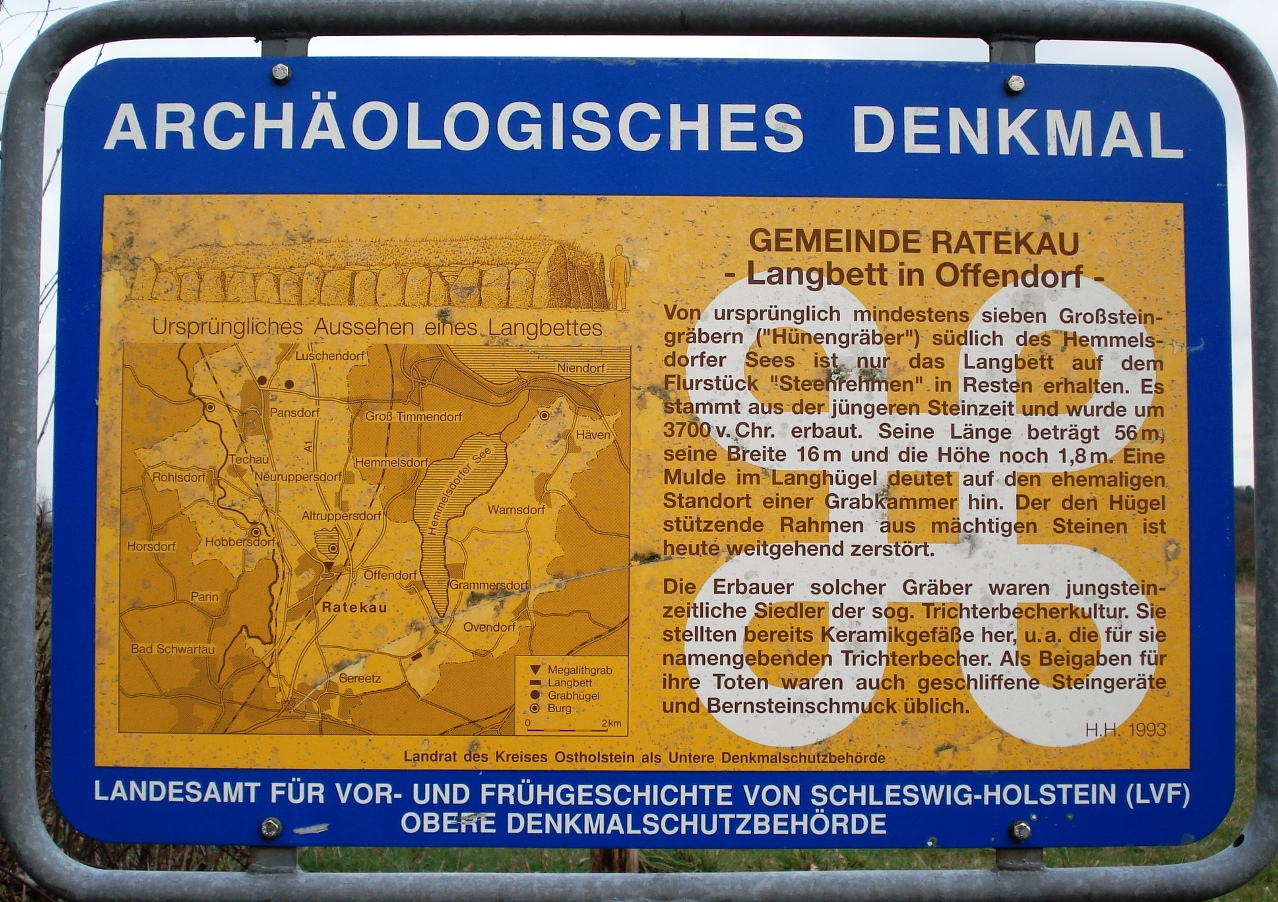
Informationstafel am Langbett Offendorf

Das Großsteingrab Offendorf (auch Langbett in Offendorf) befindet sich südwestlich des Dorfes Kreuzkamp, Ortsteil von Ratekau / südlich von Offendorf (am Hemmelsdorfer See) – in Kreis Ostholstein in Schleswig-Holstein und wird im "Atlas der Megalithgräber Deutschlands" als "Sprockhoff 247" geführt. Die Megalithanlage der Trichterbecherkultur (TBK) entstand zwischen 3500 und 2800 v. Chr. 
Es ist baumbestanden und befindet sich in einer eingezäunten Fläche auf einer Wiese etwa 50 m neben einer Straße. 
Es ist etwa in Süd-West-Richtung ausgerichtet, etwa 56 m lang und 18 m breit. Die Höhe des Erdhügels der die Megalithanlage bedeckt ist sehr ungleichmäßig und erreicht eine maximale Höhe von etwa 1,8 m. Auf der östlichen Seite treten zwei große Steine aus dem Hügel an die Oberfläche – eine Mulde könnte der Ort der Grabkammer gewesen sein. Die Randsteine die den Hügel an den Seiten stützten sind weitestgehend entfernt worden – lediglich an der südwestlichen Seite treten einige Steine an die Oberfläche.
Das Langbett ist über die Wiese zugänglich und als Archäologisches Denkmal geschützt.

## Sonstiges
Es handelt sich um das letzte von ursprünglich sieben Langbetten, die es in der Gegend südlich des Hemmelsdorfer Sees gegeben hat.